# Bernard Cesses
 (mars 2023).
Si vous disposez d'ouvrages ou d'articles de référence ou si vous connaissez des sites web de qualité traitant du thème abordé ici, merci de compléter l'article en donnant les références utiles à sa vérifiabilité et en les liant à la section « Notes et références ».
Pas d'image ? Cliquez ici

a Compétitions nationales et continentales officielles uniquement.

b Matchs officiels uniquement.
Bernard Cesses, né le 26 mars 1920 à Toulouse et mort le 25 janvier 2006 à Villefranche-de-Lauragais, est un joueur de rugby à XV et de rugby à XIII international français évoluant au poste de talonneur dans les années 1940 et 1950.
Formé au Toulouse olympique XIII sous sa forme treiziste puis quinziste sous la Seconde Guerre mondiale, il choisit le rugby à XIII après la guerre et joue pour Albi de nombreuses saisons avant une fin de carrière au Toulouse olympique XIII. Il s'agit d'un des meilleurs talonneurs d'après guerre et prend part à une rencontre internationale contre l'Angleterre avec l'équipe de France le 11 avril 1948 au stade Vélodrome devant près de 32 000 spectateurs.

## Palmarès
- Collectif : 
  - Finaliste du Championnat de France ; 1945 (Toulouse ).

### Statistiques
| Saison    | Saison                  | Championnat           | Championnat | Championnat | Championnat | Championnat | Championnat | Championnat | Coupe           | Coupe      | Coupe | Coupe | Coupe | Coupe | Coupe | Sélection | Sélection | Sélection | Sélection | Sélection | Sélection | Sélection |
| Saison    | Saison                  | Comp.                 | Class.      | M           | Pts         | Ess.        | Buts        | Dp.         | Comp.           | Class.     | M     | Pts   | Ess.  | Buts  | Dp.   | Comp.     | M         | Pts       | Ess.      | Buts      | Dp.       |           |
| --------- | ----------------------- | --------------------- | ----------- | ----------- | ----------- | ----------- | ----------- | ----------- | --------------- | ---------- | ----- | ----- | ----- | ----- | ----- | --------- | --------- | --------- | --------- | --------- | --------- | --------- |
| 1939-1940 | Toulouse olympique XIII | Championnat de France | 10e         | ?           | -           | -           | -           | -           | Coupe de France | 1/4 finale | ?     | -     | -     | -     | -     |           |           |           |           |           |           |           |
| 1946-1947 | Albi                    | Championnat de France | 7e          | ?           | -           | -           | -           | -           | Coupe de France | 1/2 finale | ?     | -     | -     | -     | -     |           |           |           |           |           |           |           |
| 1947-1948 | Albi                    | Championnat de France | 1/2 finale  | ?           | -           | -           | -           | -           | Coupe de France | 1/4 finale | ?     | -     | -     | -     | -     | CE        | 1         | 0         | 0         | 0         | 0         |           |
| 1948-1949 | Albi                    | Championnat de France | 1/2 finale  | ?           | -           | -           | -           | -           | Coupe de France | 1/4 finale | ?     | -     | -     | -     | -     |           |           |           |           |           |           |           |
| 1949-1950 | Albi                    | Championnat de France | 6e          | ?           | -           | -           | -           | -           | Coupe de France | 1/8 finale | ?     | -     | -     | -     | -     |           |           |           |           |           |           |           |
| 1950-1951 | Albi                    | Championnat de France | 6e          | ?           | -           | -           | -           | -           | Coupe de France | 1/8 finale | ?     | -     | -     | -     | -     |           |           |           |           |           |           |           |
| 1951-1952 | Albi                    | Championnat de France | 5e          | ?           | -           | -           | -           | -           | Coupe de France | 1/4 finale | ?     | -     | -     | -     | -     |           |           |           |           |           |           |           |
| 1952-1953 | Albi                    | Championnat de France | 5e          | ?           | -           | -           | -           | -           | Coupe de France | 1/8 finale | ?     | -     | -     | -     | -     |           |           |           |           |           |           |           |
| 1953-1954 | Albi                    | Championnat de France | 8e          | ?           | -           | -           | -           | -           | Coupe de France | 1/2 finale | ?     | -     | -     | -     | -     |           |           |           |           |           |           |           |
| 1954-1955 | Toulouse olympique XIII | Championnat de France | 13e         | ?           | -           | -           | -           | -           | Coupe de France | 1/8 finale | ?     | -     | -     | -     | -     |           |           |           |           |           |           |           |
| 1955-1956 | Toulouse olympique XIII | Championnat de France | 8e          | ?           | -           | -           | -           | -           | Coupe de France | 1/2 finale | ?     | -     | -     | -     | -     |           |           |           |           |           |           |           |